# Rock Lee (baloncestista)
Rock Alan Lee (La Jolla, California; 1 de mayo de 1955) es un exjugador de baloncesto estadounidense que jugó una temporada en la NBA. Con 2,10 metros de estatura, lo hacía en la posición de pívot.

## Trayectoria deportiva

### Universidad
Jugó durante tres temporadas con los Golden Bears de la Universidad de California en Berkeley, para posteriormente ser transferido a los Aztecs de la Universidad Estatal de San Diego, donde jugó una temporadas más. En total promedió 3,7 puntos y 2,7 rebotes por partido.

### Profesional
Tras no ser elegido en el Draft de la NBA de 1978, jugó en ligas menores de su país hasta que el 11 de abril de 1982, con la temporada casi finalizada, fichó por los San Diego Clippers para reemplazar al pívot lesionado Jerome Whitehead. Disputó únicamente dos partidos, en los que anotó dos puntos en total.

## Estadísticas de su carrera en la NBA

### Temporada regular
| Temporada | Edad | Equipo             | Liga | Pos. | P | TIT | MIN | TC  | TCA | %TC  | 3P  | 3PA | %3P | 2P  | 2PA | %2P  | TL  | TLA | %TL  | R.OF. | R.DEF. | REB | ASIS | ROB | TAP | PER | FP  | PTS |
| 1981-82   | 26   | San Diego Clippers | NBA  | C    | 2 | 0   | 5.0 | 0.5 | 1.0 | .500 | 0.0 | 0.0 |     | 0.5 | 1.0 | .500 | 0.0 | 2.0 | .000 | 0.0   | 0.5    | 0.5 | 1.0  | 0.0 | 0.0 | 0.0 | 1.5 | 1.0 |
| Total     |      |                    | NBA  |      | 2 | 0   | 5.0 | 0.5 | 1.0 | .500 | 0.0 | 0.0 |     | 0.5 | 1.0 | .500 | 0.0 | 2.0 | .000 | 0.0   | 0.5    | 0.5 | 1.0  | 0.0 | 0.0 | 0.0 | 1.5 | 1.0 |